# Уайтсайд, Гвендолин
Гве́ндолин Уа́йтсайд (англ. Gwendolyn Whiteside; 19 октября 1974, Топика, Канзас, США) — американская актриса

.

## Биография
Гвендолин Уайтсайд родилась 19 октября 1974 года в Топике (штат Канзас, США). Она изучала искусство в Театральном центре в Чикаго в 1998 году. Она училась в Университете Северного Иллинойса, который окончила с отличием.
Она является членом ансамбля в American Blues Theatre, ранее известного как Американская театральная компания.
Она была номинирована на премию Джозефа Джефферсона 2006 года за роль в пьесе «Святая Скарлет» в Американской театральной компании в Чикаго, штат Иллинойс. Она была номинирована на премию Джозефа Джефферсона в 2009 году за сольное выступление в «k d: городская легенда». Она была награждена премией Джозефа Джефферсона в 2014 году за сольное выступление в пьесе «Основание» в американском театре блюза в Чикаго, штат Иллинойс.
Является художественным руководителем Американского театра блюза в Чикаго, Иллинойс.

## Фильмография
| Год       |     | Русское название      | Оригинальное название         | Роль               |
| --------- | --- | --------------------- | ----------------------------- | ------------------ |
| 1998      | с   | Купидон               | Cupid                         | Робин              |
| 1999      | кор | Большой каньон        | Big Canyon                    | Дебби              |
| 2001      | с   | Джек и Джилл          | Jack & Jill                   | Хезер              |
| 2001      | с   | Бухта Доусона         | Dawson's Creek                | Кассандра          |
| 2001—2002 | с   | Учение Макса Бикфорда | The Education of Max Bickford | Дженнифер Редгейт  |
| 2002      | с   | Клиент всегда мёртв   | Six Feet Under                | женщина на корабле |
| 2003      | с   | Детектив Раш          | Cold Case                     | Гейл Кимайо        |
| 2004      | ф   | Пожизненный приговор  | Life Sentence                 | Поэтесса           |